# Бугры (Карачевский район)
Бугры — упразднённая в 2017 году деревня в Карачевском районе Брянской области России. Входила в состав Вельяминовского сельского поселения. Постоянное население с 2001 года отсутствует.

## География
Деревня находилась в восточной части Брянской области, на Среднерусской возвышенности в центре Восточно-Европейской равнины, в зоне хвойно-широколиственных лесов, в 6 км к югу от села Вельяминова.

## История
Упоминается с середины XIX века как владение Ф. И. Новицкого; состояла в приходе села Уткина.
Упразднена законом Брянской области от 1 июля 2017 года № 47-З как фактически не существующая в связи с переселением жителей в другие населённые пункты.

### Административно-территориальная принадлежность
До 1929 года — в Карачевском уезде (с 1861 — в составе Дроновской волости, с 1924 в Вельяминовской волости). До 1962 являлась центром Бугровского сельсовета, позднее в Вельяминовском сельсовете (с 2005 — сельском поселении).

## Население
| 2010 | 2013 |
| ---- | ---- |
| 0    | →0   |

| Годы      | 1866 | 1887 | 1926 | 1979 | 1989 | 2002 | 2010 |
| --------- | ---- | ---- | ---- | ---- | ---- | ---- | ---- |
| Население | 109  | 154  | 128  | 27   | 8    | 0    | 0    |